# 宝塚歌劇団によって舞台化された作品の一覧
宝塚歌劇団によって舞台化された作品には、宝塚歌劇団によって制作された作品の他にも、古典文学から現代映画まで多岐にわたる原作から脚色された作品が存在する。
本項目では、主に、宝塚歌劇団の非オリジナル作品とその詳細について記述する。

## RRR×TAKA"R"AZUKA〜√Bheem〜
原作は2022年に全世界で公開されたインド映画『RRR』。
星組が2024年1月4日〜2月4日に宝塚大劇場で、2月23日〜4月6日に東京宝塚劇場で上演。正式タイトルは『RRR×TAKA"R"AZUKA〜√Bheem〜（アールアールアール バイ タカラヅカ〜ルートビーム〜）』。
- 脚本・演出：谷貴矢[1]
- コムラム・ビーム：礼真琴／ジェニファー（ジェニー）：舞空瞳／A・ラーマ・ラージュ：暁千星[1]

併演ショーは『VIOLETOPIA（ヴィオレトピア）』。

## I AM FROM AUSTRIA-故郷 (ふるさと) は甘き調 (しら) べ-
原作は作詞・作曲ラインハルト・フェンドリッヒ、脚本ティトゥス・ホフマン、クリスティアン・シュトゥルペックによる同名ミュージカル『I AM FROM AUSTRIA』。
- 潤色・演出：齋藤吉正。
- 月組が2019年10月4日～11月11日に宝塚大劇場で、同年11月29日～12月28日に東京宝塚劇場で上演した。

ジョージ・エードラー：珠城りょう／エマ・カーター：美園さくら／リチャード・ラッティンガー：月城かなと／ヴォルフガング・エードラー：鳳月杏／ロミー・エードラー：海乃美月／パブロ・ガルシア：暁千星／フェリックス・モーザー：風間柚乃

## 愛と死のアラビア
原作はローズマリー・サトクリフの小説『血と砂 愛と死のアラビア』。
- 脚本・演出：谷正純。
- 花組が2008年5月9日～6月16日に宝塚大劇場、7月11日～8月17日に東京宝塚劇場で上演した。併演はグラン・ファンタジー『Red Hot Sea』。

トマス・キース：真飛聖／アノウド：桜乃彩音／イブラヒム：大空祐飛／トゥスン：壮一帆／ドナルド・マクラウド：愛音羽麗／ナイリ：桜一花
- 花組トップスター、真飛聖の大劇場お披露目公演。

## 愛の不時着
原作は2019-2020年に大韓民国（韓国）のtvNで放送された連続ドラマ『愛の不時着』。
雪組が2024年11月30日～12月15日に東京建物 Brillia HALLで、12月22日～12月28日に梅田芸術劇場メインホールで上演。
- 潤色・演出／中村一徳[2]
- リ・ジョンヒョク：朝美絢／ユン・セリ：夢白あや／ク・スンジュン：瀬央ゆりあ／ソ・ダン：華純沙那[2]

## 相棒
原作はテレビ朝日・東映制作の同名刑事ドラマ『相棒』。
- 原案：輿水泰弘。
- 脚本・演出：石田昌也。
- 花組が2009年12月23日～2010年1月6日にシアター・ドラマシティで、同年1月15日～1月22日に日本青年館で上演した。

杉下右京：真飛聖／パリス・エヴァンス：桜乃彩音／神戸尊：壮一帆

## 暁のローマ
原作はウィリアム・シェイクスピアの戯曲『ジュリアス・シーザー』。
- 脚本・演出：木村信司。
- 月組が2006年5月12日～6月19日に宝塚大劇場で、同年7月7日～8月20日に東京宝塚劇場で上演した。併演はレビュー『レ・ビジュー・ブリアン』。

カエサル：轟悠／ブルータス：瀬奈じゅん／ポルキア：彩乃かなみ／カシウス：大空祐飛／アントニウス：霧矢大夢／クレオパトラ：城咲あい

## 浅茅が宿 -秋成幻想-
原作は上田秋成の文学『雨月物語』。

## 阿弖流為-ATERUI-
原作は高橋克彦の小説『火怨』。
- 脚本・演出：大野拓史。
- 星組が2017年7月15日～7月23日にシアター・ドラマシティで、同年7月31日～8月6日に日本青年館で上演した。

阿弖流為：礼真琴／佳奈：有沙瞳／坂上田村麻呂：瀬央ゆりあ

## アナスタシア
原作は同名のアニメーション映画に着想を得て制作されたミュージカル『アナスタシア』。
- 潤色・演出：稲葉太地。
- 宙組が2020年11月7日～12月14日に宝塚大劇場で、2021年 1月8日～2月21日に東京宝塚劇場で上演。

ディミトリ：真風涼帆／アーニャ（アナスタシア）：星風まどか／グレブ・ヴァガノフ：芹香斗亜／ヴラド・ポポフ：桜木みなと
※当初は2020年6月5日〜7月13日に宝塚大劇場で、同年7月31日〜8月30日まで東京宝塚劇場で上演予定だったが、新型コロナウイルスの影響により、公演日程を変更して上演。

## 雨に唄えば
原作は同名ミュージカル映画『雨に唄えば』。
- 演出：中村一徳。
- 星組が2003年5月6日～5月27日に日生劇場で上演した。

- 宙組が2008年7月5日～7月21日に梅田芸術劇場で再演。

- 月組が2018年6月16日～7月4日にTBS赤坂ACTシアターで再演。

|                    | 2003年星組 | 2008年宙組                            | 2018年月組 |
| ------------------ | ---------- | ------------------------------------- | ---------- |
| ドン・ロックウッド | 安蘭けい   | 大和悠河                              | 珠城りょう |
| キャシー・セルダン | 陽月華     | 花影アリス （陽月華の休演に伴う代役） | 美園さくら |
| コズモ・ブラウン   | 大和悠河   | 蘭寿とむ                              | 美弥るりか |
| リナ・ラモント     | 真飛聖     | 北翔海莉                              | 輝月ゆうま |

## アルカサル〜王城〜
原作は青池保子の漫画『アルカサル-王城-』。
- 脚本・演出：中村暁。
- 星組が2014年12月4日～12月14日に宝塚バウホールで上演した。

エンリケ・デ・トラスタマラ：十碧れいや／ドン・ペドロ：麻央侑希／マリア・デ・パデリア：妃海風

## アンナ・カレーニナ
原作はレフ・トルストイの同名小説『アンナ・カレーニナ』。
- 監修：柴田侑宏。脚本・演出：植田景子
- 雪組が2001年8月4日～8月13日に宝塚バウホールで、同年8月18日～8月24日に日本青年館で上演した。
- 脚本・演出：植田景子
- 星組が2008年4月5日～4月15日、4月24日～5月4日に宝塚バウホールで上演した。前半と後半の2グループに分かれて上演した。
- 月組が2019年1月10日～1月24日に宝塚バウホールで上演した。

|                            | 2001年雪組 | 2008年星組前半 | 2008年星組後半 | 2019年月組 |
| -------------------------- | ---------- | -------------- | -------------- | ---------- |
| アレクセイ・ヴィロンスキー | 朝海ひかる | 夢乃聖夏       | 麻尋しゅん     | 美弥るりか |
| アンナ・カレーニナ         | 紺野まひる | 蒼乃夕妃       | 妃咲せあら     | 海乃美月   |
| カレーニン                 | 貴城けい   | 紅ゆずる       | 美弥るりか     | 月城かなと |
| コスチャ                   | 立樹遥     | 壱城あずさ     | 碧海りま       | 夢奈瑠音   |
| セルプホフスコイ           | 音月桂     | 真風涼帆       | 十碧れいや     | 英かおと   |
| キティ                     | 舞咲りん   | 水瀬千秋       | 妃白ゆあ       | きよら羽龍 |

## インディアン・ラブ・コール
- 貴妃酔酒（併演）/インディアン・ラブ・コール （1956年）

堀正籏・白井鐵造
出演者
春日野八千代・故里明美・睦千世・畷克美・大和七海路・沖ゆき子・深山さくら・筑紫まり・雅章子・登代春枝・高羽千鶴・松乃みどり・槙克巳・清川はやみ・八代洋子・鳴美千賀子・那智わたる・時凡子 ほか
- 初春宝塚花踊り（併演）/インディアン・ラヴ・コール　月組　東京公演 （1957年）

出演者
春日野八千代・筑紫まり・故里明美・雅章子・松乃みどり・大和七海路・沖ゆき子・八代洋子・高羽千鶴・槇克巳・深山さくら・畷克美 ほか

## 麗しのサブリナ
原作はビリー・ワイルダー監督の同名映画『麗しのサブリナ』。
- 脚本・演出：中村暁
- 花組が2010年7月30日～8月30日に宝塚大劇場で、同年9月17日～10月17日に東京宝塚劇場で上演した。併演はスパークリング・ショー『EXCITER!!』。

ライナス・ララビー：真飛聖／サブリナ・フェアチャイルド：蘭乃はな／ディヴィッド・ララビー：壮一帆
- 花組トップ娘役、蘭乃はなの大劇場お披露目公演。

## Xcalibur エクスカリバー
原作はアーサー王伝説を基に2019年に韓国で初演されたミュージカル『エクスカリバー』。
宙組が2023年7月23日〜8月5日に東京建物 Brillia HALLで上演。
- 潤色・演出：稲葉太地[3]
- アーサー：芹香斗亜／グィネヴィア：春乃さくら／ランスロット：桜木みなと／モーガン：真白悠希／マーリン：若翔りつ[3]

芹香斗亜・春乃さくらのトップコンビお披露目公演となる。

## エル・アルコン-鷹-
原作は青池保子の漫画『エル・アルコン-鷹-』と『七つの海七つの空』。
- 脚本・演出：齋藤吉正。作曲・編曲：寺嶋民哉・青木朝子
- 星組が2007年11月2日～12月15日に宝塚大劇場で、2008年1月2日～2月11日に東京宝塚劇場で上演した。併演はグラン・ファンタジー『レビュー・オルキス -蘭の星-』。

ティリアン・パーシモン：安蘭けい／ギルダ・ラバンヌ：遠野あすか／ルミナス・レッド・ベネディクト：柚希礼音
- 星組が2020年11月20日～11月28日に梅田芸術劇場で再演。併演はShow Stars『Ray-星の光線-』。

ティリアン・パーシモン：礼真琴／ギルダ・ラバンヌ：舞空瞳／ルミナス・レッド・ベネディクト：愛月ひかる
※当初は2020年6月12日～7月1日に全国ツアー公演として上演予定だったが、新型コロナウイルスの影響により、会場・公演日程を変更して上演。

## オイディプス王
原作はソポクレスの戯曲『オイディプス王』。
- 脚色・演出：小柳奈穂子。
- 専科と月組、宙組選抜メンバーが2015年8月13日～8月23日に宝塚バウホールで上演した。

オイディプス：轟悠／イオカステ：凪七瑠海／テイレシアス：飛鳥裕／コロスの長：夏美よう／コリントスの使者：悠真倫／クレオン：華形ひかる／羊飼い：沙央くらま／巫女：憧花ゆりの／報せの男：光月るう

## 応天の門
原作は灰原薬によるコミック『応天の門』。
月組が2023年2月4日〜3月6日に宝塚大劇場で、3月25日〜4月30日に東京宝塚劇場で上演。正式タイトルは『応天の門』-若き日の菅原道真の事-。
- 脚本・演出：田渕大輔[4]
- 菅原道真：月城かなと／昭姫：海乃美月／在原業平：鳳月杏[4]

併演ショーは『Deep Sea-海神たちのカルナバル-』。

## 王妃の館
原作は浅田次郎の長編小説『王妃の館』。
- 脚本・演出 : 田渕大輔。
- 宙組が2017年2月3日～3月6日に宝塚大劇場で、同年3月31日～4月30日に東京宝塚劇場で上演した。併演はスーパー・レビュー『VIVA!FESTA!』。

北白川右京：朝夏まなと／桜井玲子：実咲凜音／ルイ14世：真風涼帆
- 宙組トップ娘役、実咲凜音のサヨナラ公演。

## オーム・シャンティ・オーム
原作はファラー・カーン監督の映画『恋する輪廻 オーム・シャンティ・オーム』。
- 脚本・演出 : 小柳奈穂子。
- 星組が2017年1月6日～1月18日に東京国際フォーラムで、同年7月22日～8月7日に梅田芸術劇場で上演した。

オーム・プラカーシュ・マキージャー、オーム・カプール：紅ゆずる／シャンティプリヤ、サンディ：綺咲愛里／ムケーシュ：礼真琴／パップー：瀬央ゆりあ／ベラ・マキージャー：美稀千種／ラージェシュ・カプール：壱城あずさ
- 星組トップコンビ、紅ゆずる・綺咲愛里の就任披露公演。
- 星組が2017年7月22日～8月7日に梅田芸術劇場で再演。

オーム・プラカーシュ・マキージャー、オーム・カプール：紅ゆずる／シャンティプリヤ、サンディ：綺咲愛里／ムケーシュ：七海ひろき／パップー：麻央侑希／ベラ・マキージャー：美稀千種／ラージェシュ・カプール：天寿光希

## 大坂侍 -けったいな人々-
原作は司馬遼太郎作の同名小説。
- 脚本・演出：石田昌也
- 月組が2007年5月19日～6月4日に宝塚バウホールで、同年6月9日～6月15日に日本青年館で上演した。

鳥居又七：霧矢大夢／お勢：夢咲ねね／極楽の政：龍真咲

## おかしな二人
原作はニール・サイモンの同名戯曲『おかしな二人』。
- 脚本・演出：石田昌也。
- 専科と星組選抜メンバーによって2011年9月16～25日に宝塚バウホールで上演した。

オスカー・マディソン：轟悠／フィリックス・アンガー：未沙のえる
- 専科と花組選抜メンバーによって2012年12月7～10日に日本青年館で再演。

オスカー・マディソン：轟悠／フィリックス・アンガー：華形ひかる

## 鴛鴦歌合戦
原作は1939年公開の日本映画『鴛鴦歌合戦』。
花組が2023年7月7日〜8月13日に宝塚大劇場で、9月2日〜10月8日に東京宝塚劇場で上演。正式タイトルは『鴛鴦歌合戦（おしどりうたがっせん）』。
- 脚本・演出：小柳奈穂子[5]
- 浅井礼三郎：柚香光／お春：星風まどか／峰沢丹波守：永久輝せあ[5]

併演ショーは『GRAND MIRAGE!』。

## オネーギンEvgeny Onegin －あるダンディの肖像－
原作はアレクサンドル・プーシキンの散文小説『エヴゲーニイ・オネーギン』。
- 脚本・演出：植田景子
- 雪組が2010年10月15日～10月21日に日本青年館で、同年10月28日～11月7日に宝塚バウホールで上演した。

エフゲーニィ・オネーギン：轟悠（専科）／タチヤーナ・ラーリナ：舞羽美海／ウラジーミル・レンスキー：彩那音／オリガ・ラーリナ：透水さらさ

## ON THE TOWN (オン・ザ・タウン)
原作は作曲レナード・バーンスタイン、脚本・歌詞ベティ・コムデンとアドルフ・グリーン、振付ジェローム・ロビンスによる同名ミュージカル『オン・ザ・タウン』。
- 潤色・演出：野口幸作。
- 月組が2019年1月6日～1月20日に東京国際フォーラムで上演した。

ゲイビー：珠城りょう／アイヴィ・スミス：美園さくら／チップ：暁千星／オジー：風間柚乃
- 月組トップ娘役、美園さくらの就任披露公演。
- 月組が2019年7月27日～8月12日に梅田芸術劇場で再演。

ゲイビー：珠城りょう／アイヴィ・スミス：美園さくら／チップ：暁千星／オジー：鳳月杏

## 怪盗楚留香外伝 花盗人
原作は古龍の小説『楚留香新傳』。
- 脚本・演出：小柳奈穂子。
- 星組が2013年3月8日～3月14日に中日劇場で、同年4月6日～4月16日に台湾にある国立中正文化中心 台北国家戯劇院で上演。併演作は舞踊ファンタジー『宝塚ジャポニズム〜序破急〜』、グランドレビュー『Etoile de TAKARAZUKA』。

楚留香：柚希礼音／左明珠：夢咲ねね／薛衣人：十輝いりす／薛斌：紅ゆずる

## カサブランカ
原作はマイケル・カーティス監督の同名映画『カサブランカ』。
- 脚本・演出：小池修一郎。
- 宙組が2009年11月13日～12月11日に宝塚大劇場で、2010年1月3日～2月7日に東京宝塚劇場で上演した。

リチャード（リック）・ブレイン：大空祐飛／イルザ・ランド：野々すみ花／ヴィクター・ラズロ：蘭寿とむ／ルノー大尉：北翔海莉／シュトラッサー少佐：悠未ひろ
- 宙組トップコンビ、大空祐飛・野々すみ花の大劇場お披露目公演となった。

## カジノ・ロワイヤル〜我が名はボンド〜
原作はイアン・フレミングによる小説『007／カジノ・ロワイヤル』。
宙組が2023年3月11日〜4月17日に宝塚大劇場で、5月6日〜6月11日に東京宝塚劇場で上演。
- 脚本・演出：小池修一郎[6]
- ジェームズ・ボンド：真風涼帆／デルフィーヌ：潤花／ル・シッフル：芹香斗亜[6]

真風涼帆・潤花トップコンビ退団公演となる。

## 刀を抜いて
原作は岡本一平の同名漫画。
- 脚本・演出：高木史朗。作・編曲：河村篤二、中元清純。
- 初演は1956年。星組が9月1日～30日に宝塚大劇場で、同年11月2日～27日に東京宝塚劇場で上演。併演は宝塚ではミュージカル・ロマンス『私のアンジェラ』と舞踊劇『うつぼ舟』。東京ではグランド・レビュー『ラヴ・パレード』

三五郎：寿美花代／高窓太夫：尾上さくら
- 再演は1980年。1月3日～20日に花組が宝塚バウホールで上演。

三五郎：松あきら／高窓太夫：美雪花代

## 仮面の男
原作はアレクサンドル・デュマ・ペールの小説『ダルタニャン物語』第3部『ブラジュロンヌ子爵』。
- 脚本・演出：児玉明子。物語の展開及び登場人物の年齢・血縁関係が原作とは異なっている。
- 宝塚大劇場、東京宝塚劇場で演出や配役が異なる。DVD及びタカラヅカスカイステージでの放送はすべて東京宝塚劇場版が使用されている。
- 雪組が2011年9月21日～10月3日に宝塚大劇場で、同年10月21日～11月20日に東京宝塚劇場で上演した。併演はドリームステージ『ROYAL STRAIGHT FLUSH!!』。

ルイ14世、フィリップ（２役）：音月桂／ルイーズ：舞羽美海／ダルタニアン：早霧せいな／アトス：未涼亜希／ポルトス：緒月遠麻／アラミス：蓮城まこと／ラウル：彩凪翔

## かもめ
原作はアントン・チェーホフの戯曲『かもめ』。
- 脚本・演出：小柳奈穂子。
- 星組が2014年5月22日～6月1日に宝塚バウホールで上演した。

トレープレフ：礼真琴／アルカージナ：音花ゆり／トリゴーリン：天寿光希／ニーナ：城妃美伶

## カラマーゾフの兄弟
原作はフョードル・ドストエフスキーの同名小説『カラマーゾフの兄弟』。
- 脚本・演出：齋藤吉正。音楽：寺嶋民哉。
- 光文社古典新訳文庫『カラマーゾフの兄弟』全5巻(亀山郁夫訳)を参照している。
- 雪組が2008年12月13日～12月25日にシアター・ドラマシティで、2009年1月6日～1月14日に赤坂ACTシアターで上演した。

ドミートリー：水夏希／グルーシェニカ：白羽ゆり／イワン：彩吹真央／アレクセイ：沙央くらま／ヒョードル：未来優希／スメルジャコフ：彩那音／カテリーナ：大月さゆ／イワンの幻覚：五峰亜季

## カンパニー-努力(レッスン)、情熱(パッション)、そして仲間たち(カンパニー)-
原作は伊吹有喜による小説『カンパニー』。
- 脚本・演出：石田昌也。
- 月組が2018年2月9日～3月12日に宝塚大劇場で、同年3月30日～5月6日に東京宝塚劇場で上演した。併演はショー・テント・タカラヅカ『BADDY (バッディ)-悪党(ヤツ)は月からやって来る-』。

青柳誠二：珠城りょう／高崎美波：愛希れいか／高野悠：美弥るりか／水上那由多：月城かなと

## キャッチ・ミー・イフ・ユー・キャン
原作は脚本テレンス・マクナリー、作詞作曲マーク・シャイマン&スコット・ウィットマンによる同名ミュージカル『キャッチ・ミー・イフ・ユー・キャン (ミュージカル)』。なお、このミュージカルはフランク・アバグネイルの自伝小説を基にしたスティーヴン・スピルバーグ監督の同名映画『キャッチ・ミー・イフ・ユー・キャン』に沿ったものである。
- 日本語脚本・歌詞・演出：小柳奈穂子。
- 星組が2015年6月17日～6月23日に赤坂ACTシアターで、同年6月29日～7月6日にシアター・ドラマシティで上演した。

フランク・アバグネイルJr.：紅ゆずる／フレンダ・ストロング：綺咲愛里／カール・ハンラティ：七海ひろき

## CAN-CAN
原作はコール・ポーター作詞・作曲、Abe Burrows作による同名ミュージカル『CAN-CAN』。
- 脚本・演出：谷正純。
- 月組が1996年3月29日～5月6日に宝塚大劇場、7月4日～7月30日に東京宝塚劇場で上演した。併演はグランド・ショー『マンハッタン不夜城 -王様の休日-』。

アリスティード・フォレスティエ：久世星佳／ラ・モム・ピスタッシュ：風花舞／ヴィクトール・ジュサック：真琴つばさ
- 久世星佳・風花舞のトップ就任披露公演。
- 82期生（蘭寿とむ、涼紫央、紺野まひる、遼河はるひ、壮一帆、月船さららなど）の初舞台で、第15場「絵紗前」・第16場「バル・ドゥ・パラディ」において、全員でカンカンを踊る場面が与えられた。

## 記憶にございません！ －トップ・シークレット－
原作は2019年公開の映画『記憶にございません!』。
星組が2024年8月17日〜9月22日に宝塚大劇場で、10月19日〜12月1日に東京宝塚劇場で上演。
- 潤色・上演台本・演出／石田昌也[7]
- 黒田啓介：礼真琴／黒田聡子：舞空瞳／井坂：暁千星[7]

舞空瞳の退団公演となる。併演ショーは『Tiara Azul －Destino－』。

## 君の名は

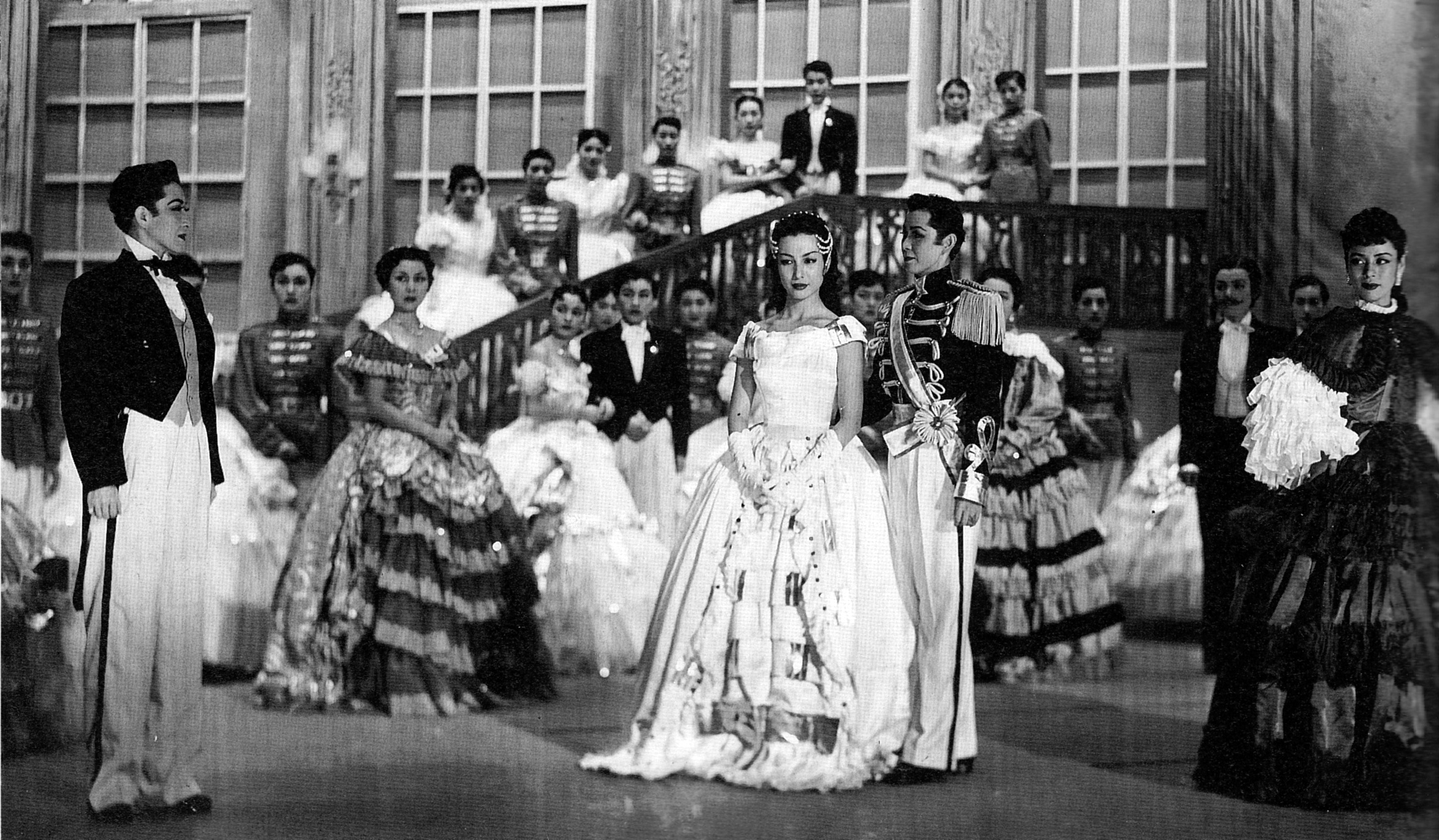
「君の名は」左端が春日野、中央左が新珠

原作は菊田一夫作の同名ラジオドラマ『君の名は』。
- 脚本・演出：菊田一夫。作・編曲：入江薫、中元清純
- 宝塚版は設定をポーランドに移し『ワルシャワの恋の物語』というサブタイトルをつけて上演。ラジオ、映画版とは違う工夫がなされた。
- 1954年11月2日～29日に花組、12月1日～27日に星組によって宝塚大劇場で上演された。
- 配役
  - 花組 ジュリアン（春樹）：春日野八千代／エリーナ（真知子）：新珠三千代
  - 星組 ジュリアン（春樹）：淀かほる／エリーナ（真知子）：鳳八千代

## 銀二貫
原作は高田郁の小説『銀二貫』。
- 脚本・演出：谷正純。
- 雪組が2015年11月19日～11月29日に宝塚バウホールで上演した。

松吉：月城かなと／真帆、おてつ：有沙瞳／和助：華形ひかる／善次郎：英真なおき

## 群盗-Die Räuber-
原作はフリードリヒ・フォン・シラーの戯曲『群盗』。
- 脚本・演出 : 小柳奈穂子。
- 宙組が2019年2月9日～2月17日にシアター・ドラマシティで、同年2月26日～3月4日に日本青年館で上演した。

カール：芹香斗亜／アマーリア：天彩峰里／フランツ：瑠風輝

## コパカバーナ
1994年初演のバリー・マニロウによるミュージカル『コパカバーナ (ミュージカル)（Copacabana (musical)）』を翻訳しての上演。
- 演出：三木章雄。日本語版脚本・訳詞：高平哲郎。翻訳：青鹿宏二。
- 星組が2006年6月3～6月19日に梅田芸術劇場で上演。

スティーヴン、トニー・フォルテ（2役）：湖月わたる／ サマンサ、ローラ・ラ・マール（2役）：白羽ゆり
- 宙組が2006年8月1日～8月23日に博多座で再演。

スティーヴン、トニー・フォルテ：貴城けい／ サマンサ、ローラ・ラ・マール： 紫城るい

## 今夜、ロマンス劇場で
原作は2018年公開の映画『今夜、ロマンス劇場で』。
月組が2022年1月1日〜1月31日に宝塚大劇場で、2月25日〜3月27日に東京宝塚劇場で上演。
- 脚本・演出：小柳奈穂子[8]
- 牧野健司：月城かなと／美雪：海乃美月／俊藤龍之介：鳳月杏[8]

月城かなと・海乃美月トップコンビ大劇場お披露目公演となる。併演ショーは『FULL SWING!』。

## サウンド・オブ・ミュージック
サウンド・オブ・ミュージックの宝塚公演。
出演者
郷真由加・春風ひとみ・大和なつ希・波音みちる・千田真弓・八汐祐季・若央りさ・若菜あん・東三智・雪邑響子・いつき吟夏・夏妃真美・若木萌・蘭玲花・真代朋奈・穂高つゆき・篠原ゆい・美雪茜・登羽歩・詩織みき・聖花桜子・白馬麗・毬菜友・大原ゆうか・大海ひろ・木南あづさ・朝吹南・麻乃佳世・時由布花・花丘美幸 ほか
- 1988年9-10月 宝塚バウホール 主演春風ひとみ退団公演[9]

## 39 Steps
原作はジョン・バカンのサスペンス小説『三十九階段』。
雪組が2024年4月24日〜5月5日に宝塚バウホールで上演。
- 脚本・演出：田渕大輔[10]
- リチャード・ハネー：凪七瑠海（専科）／アリス：野々花ひまり[10]

芝居とショーの二部構成となる。

## ザ・ジェントル・ライアー〜英国的、紳士と淑女のゲーム〜
原作はオスカー・ワイルドの戯曲『理想の夫』。
星組が2022年2月19日〜25日にKAAT神奈川芸術劇場で上演。
- 脚本・演出：田渕大輔[11]
- アーサー（ゴーリング卿）：瀬央ゆりあ／ローラ（チーブリー夫人）：紫りら[注釈 1]／ガートルード・チルターン：小桜ほのか／メイベル・チルターン：詩ちづる[11]

当初予定されていた2月1日～13日の宝塚バウホール公演は全日程中止となる。

## 里見八犬伝
原作は滝沢馬琴の『南総里見八犬伝』に新解釈を加えた、鎌田敏夫の小説『シナリオ 里見八犬伝』。
- 脚本・演出：鈴木圭。
- 宙組が2003年8月2～11日に宝塚バウホールで、同年8月16～22日に日本青年館で上演した。

犬江親兵衛：水夏希／伏姫、静姫（2役）：草凪萌／犬山道節：美郷真也／犬田小文吾：夢大輝／犬飼現八：速水リキ／犬塚信乃：七帆ひかる／犬村大角：和涼華／犬川荘助：綾花ちか／犬坂毛野：和音美桜

## Samourai
原作は月島総記の小説『巴里の侍』。
- 脚本・演出：谷正純。
- 雪組が2011年12月23日～2012年1月6日にシアター・ドラマシティで、同年1月13日～20日に日本青年館で上演した。

前田正名：音月桂／マリー：舞羽美海／渡会晴玄：早霧せいな／坂本龍馬、フルーランス少尉：緒月遠麻

## Thunderbolt Fantasy 東離劍遊紀
原作は虚淵玄のテレビ人形劇『Thunderbolt Fantasy 東離劍遊紀』。
- 脚本・演出：小柳奈穂子。
- 星組が2018年8月31日～9月6日に梅田芸術劇場で、同年9月13日～9月24日に日本青年館で、同年10月20日～10月28日に国立中正文化中心 台北国家戯劇院で、同年11月2日～11月5日に高雄市文化中心 至徳堂で上演した。併演はタカラヅカ・ワンダーステージ『Killer Rouge／星秀☆煌紅』。

凜雪鴉：紅ゆずる／丹翡：綺咲愛里／捲殘雲：礼真琴／殤不患：七海ひろき

## CITY HUNTER-盗まれたXYZ-
原作は北条司によるコミック『シティーハンター』。
雪組が2021年8月7日〜9月13日に宝塚大劇場で、10月2日〜11月14日に東京宝塚劇場で上演。
- 脚本・演出：齋藤吉正[12]
- 冴羽獠：彩風咲奈／槇村香：朝月希和／ミック・エンジェル：朝美絢／槇村秀幸：綾凰華／海坊主（伊集院隼人）：縣千[12]

彩風咲奈・朝月希和トップコンビ大劇場お披露目公演となる。併演ショーは『Fire Fever!』。

## ジプシー男爵
原作はヨハン・シュトラウス2世の同名オペレッタ『ジプシー男爵』。
- 脚本・演出：谷正純。
- 月組が2010年9月3日～10月4日に宝塚大劇場、同年10月22日～11月21日に東京宝塚劇場で上演した。併演はグランド・レビュー『Rhapsodic Moon』。

シュテルク・バリンガイ：霧矢大夢／ザッフィ：蒼乃夕妃／パリ：龍真咲／オトカー：明日海りお

## シャーロック・ホームズ-The Game Is Afoot!-
原作はコナン・ドイルによる小説『シャーロック・ホームズシリーズ』。
宙組が2021年6月26日〜8月2日に宝塚大劇場で、8月21日〜9月26日に東京宝塚劇場で上演。正式タイトルは『シャーロック・ホームズ-The Game Is Afoot!-』〜サー・アーサー・コナン・ドイルの著したキャラクターに拠る〜。
- 作・演出：生田大和[13]
- シャーロック・ホームズ：真風涼帆／アイリーン・アドラー：潤花／ジェームズ・モリアーティ：芹香斗亜[13]

真風涼帆・潤花トップコンビ大劇場お披露目公演となり、107期生初舞台お披露目公演ともなる。併演ショーは『Délicieux（デリシュー）!-甘美なる巴里-』。

## ショーボート
- ショー・ボート　1986年 雪組　宝塚バウホール公演[14][15]

出演者
平みち・神奈美帆・銀あけみ・真咲佳子・千城恵・北斗ひかる・箙かおる・花鳥いつき・加茂千条・亜実じゅん・真笛ひびき・彩辰美・光木裕・明都ゆたか・野添さゆ紀・古代みず希・千種まみ・名月かなで・岬甲・文月玲・小乙女幸・安輝ひさと・早原みゆ紀・一路万輝・慶一花・千紘あい・美月亜優・白鷺まどか・高嶺ふぶき・美樹さやか・紫とも・雪原千笛・桂あさひ・栗原麗子・風見玲央・毬央みつき・鮎ゆうき
専科：明日香都
関連
- ショウボート (ミュージカル)

ショウボート（ショー・ボート）』（Show Boat）1927年3月15日に初演されたブロードウェイミュージカル

## シラノ・ド・ベルジュラック
原作はエドモン・ロスタンの戯曲『シラノ・ド・ベルジュラック』。
- 脚本・演出：大野拓史。
- 星組が2020年12月4日〜12月12日にシアター・ドラマシティ公演として上演。

シラノ・ド・ベルジュラック：轟悠／クリスチャン：瀬央ゆりあ／ロクサアヌ：小桜ほのか
※当初は2020年6月8日〜6月13日にTBS赤坂ACTシアターで、同年6月26日〜7月4日にシアター・ドラマシティにて上演予定だったが、新型コロナウイルスの影響により、公演を延期して上演。

## Shall we ダンス?
原作は周防正行監督の同名映画『Shall we ダンス?』。
- 脚本・演出：小柳奈穂子。
- 雪組が2013年11月8日～12月12日に宝塚大劇場で、2014年1月2日～2月9日に東京宝塚劇場で上演した。併演はショー・ビッグモニュメント『CONGRATULATIONS 宝塚!!』。

ヘイリー・ハーツ：壮一帆／ジョセリン・ハーツ：愛加あゆ／エラ：早霧せいな／ドニー・カーティス：夢乃聖夏／バーバラ：大湖せしる／アルバート：彩凪翔（宝塚）、未涼亜希（東京）

## 十二夜
原作はウィリアム・シェイクスピアの同名喜劇『十二夜』。
- 脚本・演出：木村信司。
- スーパーアドバイザー：小田島雄志。
- 月組が1999年7月17日～7月27日に宝塚バウホールで上演した。副題は『またはお望みのもの』。

オーシーノー公爵：大和悠河／ヴァイオラ：花瀬みずか
※1999年10月～11月に予定されていた東京特別公演は、月組中国公演のため中止。

## 殉情
原作は谷崎潤一郎による小説『春琴抄』。
- 星組が1995年5月29日〜6月11日に宝塚バウホールで、1996年1月31日〜2月6日に日本青年館で上演[17]。
- 雪組が2002年3月16日〜25日にシアター・ドラマシティで、3月31日〜4月7日に赤坂ACTシアターで上演[18]。
  - 絵麻緒ゆう・紺野まひるトップコンビお披露目公演となる[18]。
- 宙組が2008年6月28日〜7月8日、7月17日〜7月27日にバウ・ワークショップとして上演[19]。
- 花組が2022年10月13日〜10月21日、10月30日〜11月7日にバウ・ワークショップとして上演[16]。
  - 監修・脚本：石田昌也[16]
  - 潤色・演出：竹田悠一郎[16]

|      | 1995年星組 | 2002年雪組 | 2008年宙組            | 2022年花組            |
| ---- | ---------- | ---------- | --------------------- | --------------------- |
| 佐助 | 絵麻緒ゆう | 絵麻緒ゆう | 早霧せいな 蓮水ゆうや | 帆純まひろ 一之瀬航季 |
| 春琴 | 月影瞳     | 紺野まひる | 和音美桜 すみれ乃麗   | 朝葉ことの 美羽愛     |

## 春雷
原作はヨハン・ヴォルフガング・フォン・ゲーテの小説『若きウェルテルの悩み』。
- 脚本・演出：原田諒。
- 雪組が2013年8月29日～9月8日に宝塚バウホールで上演した。

ゲーテ、ウェルテル：彩凪翔／ロッテ：大湖せしる／アルベルト：鳳翔大

## ショー・ボート
原作はエドナ・ファーバーの同名小説。作詞・脚本オスカー・ハマースタイン2世、作曲ジェローム・カーンにて1927年3月15日に初演となったブロードウェイ・ミュージカル。
- 脚色・演出：酒井澄夫。
- 雪組が1986年1月2日～15日に宝塚バウホールで、1987年1月30日～2月5日東京・簡易保険ホールで、同年2月7日～2月14日名古屋・中日劇場にて上演された。

ゲイロード：平みち／マグノリア：神奈美帆／ジュリー：北斗ひかる

## 蒼穹の昴
原作は浅田次郎による小説『蒼穹の昴』。
雪組が2022年10月1日〜11月7日に宝塚大劇場で、11月26日〜12月25日に東京宝塚劇場で上演。
- 脚本・演出：原田諒[20]
- 梁文秀：彩風咲奈／李玲玲：朝月希和／李春児：朝美絢／李鴻章：凪七瑠海／順桂：和希そら／ 光緒帝 載湉：縣千／ミセス・チャン：夢白あや[20]

朝月希和の退団公演となる。

## 双曲線上のカルテ
原作は渡辺淳一の小説『無影燈』。
- 脚本・演出：石田昌也。
- 雪組が2012年7月19日～30日に宝塚バウホールで、同年8月8日～13日に日本青年館で上演した。

フェルナンド＝デ・ロッシ：早霧せいな／モニカ・アッカルド：星乃あんり／ランベルト・ヴァレンティーノ：夢乃聖夏

## 双頭の鷲
原作はジャン・コクトーの戯曲『双頭の鷲』。
- 脚本・演出：植田景子
- 宙組が2016年11月22日～12月3日に宝塚バウホールで、同年12月9日～12月15日にKAAT神奈川芸術劇場で上演した。

スタニスラス：轟悠／王妃：実咲凜音／フェーン伯爵：愛月ひかる／フェリックス・ド・ヴァルレンスタイン公爵：桜木みなと

## 天は赤い河のほとり
原作は篠原千絵の漫画『天は赤い河のほとり』。
- 脚本・演出 : 小柳奈穂子。
- 宙組が2018年3月16日～4月23日に宝塚大劇場で、同年5月11日～6月17日に東京宝塚劇場で上演した。併演作品はロマンチック・レビュー『シトラスの風-Sunrise-』。

カイル・ムルシリ：真風涼帆／ユーリ、鈴木夕梨：星風まどか／ウセル・ラムセス：芹香斗亜
- 宙組トップコンビ、真風涼帆・星風まどかの大劇場お披露目公演となった。

## 大逆転裁判
原作はカプコン制作によるゲーム『逆転裁判』シリーズ。
宙組が2023年7月19日〜26日にシアター・ドラマシティで、8月1日〜8日にKAAT神奈川芸術劇場で上演。正式タイトルは『大逆転裁判』-新・蘇る真実-。
- 脚本・演出：鈴木圭[21]
- 成歩堂龍ノ介：瑠風輝／御琴羽寿沙都：山吹ひばり／シャーロック・ホームズ：鷹翔千空[21]

宝塚歌劇×逆転裁判シリーズ第4弾となる。

## 第二章
原作はニール・サイモンの同名戯曲『第二章』。
- 脚色・演出：石田昌也。
- 翻訳：福田陽一郎、青井陽治。
- 専科が2013年10月3日～10月14日に宝塚バウホールで上演した。その後、同一キャストで2014年5月14日～5月17日に日本青年館で再演。

ジョージ・シュナイダー：轟悠／ジェニファー・マローン：夢咲ねね／レオ・シュナイダー：英真なおき／フェイ・メドウィック：早乙女わかば

## ディミトリ〜曙光に散る、紫の花〜
原作は並木陽による小説『斜陽の国のルスダン』。
星組が2022年11月12日〜12月13日に宝塚大劇場で、2023年1月2日〜2月12日に東京宝塚劇場で上演。
- 脚本・演出：生田大和[22]
- ディミトリ：礼真琴／ルスダン：舞空瞳／ジャラルッディーン：瀬央ゆりあ／アヴァク・ザカリアン：暁千星[22]

併演ショーは『JAGUAR BEAT-ジャガービート-』。

## 天使のはしご
原作はジェーン・オースティンの小説『高慢と偏見』。
- 脚本・演出：鈴木圭。
- 星組が2012年3月7日～12日に日本青年館で、同年3月19日～31日に宝塚バウホールで上演した。

フィッツウィリアム・ダーシー：涼紫央／エリザベス（リジー）・ベネット：音波みのり／ビングリー：美弥るりか／ジェーン・ベネット：華雅りりか

## ドクトル・ジバゴ
原作はボリス・パステルナークの小説『ドクトル・ジバゴ』。
- 脚本・演出：原田諒。
- 星組が2018年2月4日～2月13日にシアター・ドラマシティで、同年2月20日～2月26日にTBS赤坂ACTシアターで上演した。

ユーリ：轟悠／ラーラ：有沙瞳／パーシャ(のちにストレリニコフ)：瀬央ゆりあ／コマロフスキー：天寿光希／ミーシャ：天華えま／トーニャ：小桜ほのか

## TOP HAT
原作は1935年公開のミュージカル映画『トップ・ハット』。
- 宙組が2015年3月25日〜3月30日に梅田芸術劇場で、4月5日〜20日に赤坂ACTシアターで上演[23]。
  - 朝夏まなと・実咲凜音トップコンビお披露目公演となる[23]。
- 花組が2022年3月21日〜4月6日に梅田芸術劇場で上演[24]。
- 脚本・演出：齋藤吉正[23][24]

|                        | 2015年宙組 | 2022年花組 |
| ---------------------- | ---------- | ---------- |
| ジェリー・トラバース   | 朝夏まなと | 柚香光     |
| デイル・トレモント     | 実咲凜音   | 星風まどか |
| ホレス・ハードウィック | 七海ひろき | 水美舞斗   |
| マッジ・ハードウィック | 純矢ちとせ | 音くり寿   |

## トム・ジョーンズの華麗なる冒険
原作はヘンリー・フィールディングの小説『トム・ジョーンズ』。
- 脚本・演出：太田哲則。
- 花組が2000年9月9日～9月19日に宝塚バウホールで、同年9月24日～9月30日に日本青年館で上演した。

トム・ジョーンズ：匠ひびき／ソフィ：舞風りら／ジョージ：瀬奈じゅん

## トゥーランドット
原作はジャコモ・プッチーニのオペラ『トゥーランドット』。
- 白井鐵造作・演出 レビュウ「トウランドット姫」

月組が1934年3月26日～4月30日に宝塚大劇場で上演、花組が同年5月1日～5月31日に続演した。
カラフ：小夜福子（月組）、奈良美也子（花組）／トウランドット：草笛美子（両公演とも）
- 白井鐵造作・演出 グランドレビュウ「トウランドット－カラフ王子の冒険」

月組が1952年8月1日～8月31日に宝塚大劇場で上演、星組が同年9月2日～29日に続演した。
カラフ：春日野八千代／トウランドット：故里明美／バラク：神代錦（両公演とも）
- 木村信司作・演出「鳳凰伝」

宙組が2002年7月12日～8月19日に宝塚大劇場で、同年9月28日～11月10日に東京宝塚劇場で上演した。また2003年8月1日～8月23日に博多座で再演した。併演はグランド・ショー『ザ・ショー・ストッパー』。
カラフ：和央ようか／トゥーランドット：花總まり／バラク：水夏希(大劇場)、大和悠河(博多座)／アデルマ：ふづき美世(大劇場)、彩乃かなみ(博多座)／ティムール：汝鳥伶(大劇場)、寿つかさ(博多座)／タマル：彩乃かなみ(大劇場)、音乃いづみ(博多座)
- 木村信司作・演出「鳳凰伝 -カラフとトゥーランドット-」

月組が2017年11月17日(金)～12月10日(日)に全国ツアーで再演。併演作品はショー・ファンタジー『CRYSTAL TAKARAZUKA　-イメージの結晶-』。
カラフ：珠城りょう／トゥーランドット：愛希れいか／バラク：月城かなと／アデルマ：麗泉里／ティムール：箙かおる／タマル：海乃美月

## ドリアン・グレイの肖像
原作はオスカー・ワイルドの同名小説『ドリアン・グレイの肖像』。
- 脚本・演出：中村暁
- 星組が1996年9月19日～9月30日に宝塚バウホールで、1997年1月22日～1月29日に日本青年館で上演した。

ドリアン・グレイ：紫吹淳／シビル・ヴェイン、ヘティ（2役）：月影瞳／ヘンリー・ウォットン：湖月わたる／バジル・ホールウォード：久城彬

## ドン・カルロス
原作はフリードリヒ・フォン・シラーの戯曲『スペインの太子 ドン・カルロス』。
- 脚本・演出：木村信司
- 雪組が2012年3月9日～4月9日に宝塚大劇場で、同年4月27日～5月27日に東京宝塚劇場で上演した。併演はグランド・レビュー『Shining Rhythm!』。

ドン・カルロス：音月桂／レオノール：舞羽美海／ポーザ侯爵：早霧せいな／フェリペニ世：未涼亜希／イサベル王妃：沙月愛奈／エボリ公女：愛加あゆ

## ドン・ジュアン
原作はモリエールの戯曲『ドン・ジュアン』。
- 潤色・演出：生田大和。
- 雪組が2016年6月18日～6月26日にKAAT神奈川芸術劇場で、同年7月2日～7月12日にシアター・ドラマシティで上演した。

ドン・ジュアン：望海風斗／マリア：彩みちる／ドン・カルロ：彩風咲奈／ラファエル：永久輝せあ／エルヴィラ：有沙瞳

## NICE WORK IF YOU CAN GET IT
2012年にブロードウェイで初演されたミュージカル「NICE WORK IF YOU CAN GET IT」の宝塚版。
花組が2021年1月9日〜19日に東京国際フォーラムで、2月2日〜9日に梅田芸術劇場で上演。
- 潤色・演出：原田諒[25]
- ジミー・ウィンター：柚香光／ビリー・ベンディックス：華優希／クッキー・マクジー：瀬戸かずや／アイリーン・エヴァグリーン：永久輝せあ[25]

当初は2020年7月25日〜8月10日に梅田芸術劇場にて上演予定だったが、新型コロナウイルスの影響により、公演を延期して上演。

## 長崎しぐれ坂
原作は榎本滋民の戯曲『江戸無宿』。
- 脚本・演出：植田紳爾。
- 星組が2005年5月13日～6月20日に宝塚大劇場で、同年7月8日～8月14日に東京宝塚劇場にて上演。併演はショー『ソウル・オブ・シバ！！』。

伊佐次：轟悠／卯之介：湖月わたる／おしま：檀れい
- 星組トップ娘役、檀れいのサヨナラ公演。
- 月組が2017年5月4日～5月27日に博多座にて再演。併演はレヴューロマン『カルーセル輪舞曲 (ロンド) 』。

伊佐次：轟悠／卯之介：珠城りょう／おしま：愛希れいか

## 20世紀号に乗って
アメリカ映画『特急二十世紀』を元に製作され、1978年に初演されたブロードウェイミュージカル『20世紀号に乗って』の宝塚版。
- 潤色・演出：原田諒。
- 雪組が2019年3月22日～4月7日に東急シアターオーブで上演。

オスカー・ジャフィ：望海風斗／リリー・ガーランド：真彩希帆／ブルース・グラニット：彩風咲奈

## ノクターン　-遠い夏の日の記憶-
原作はイワン・ツルゲーネフの小説『初恋』。
- 脚本・演出：原田諒。
- 花組が2014年6月21日～7月1日に宝塚バウホールで上演した。

ウラジミール：柚香光／ジナイーダ：華耀きらり／ピョートル：瀬戸かずや

## HiGH&LOW-THE PREQUEL-
原作は2015年に日本テレビ系列で放送された連続ドラマ『HiGH&LOW〜THE STORY OF S.W.O.R.D.〜』。
宙組が2022年8月27日〜9月26日に宝塚大劇場で、10月15日〜11月20日に東京宝塚劇場で上演。
- 原作・著作・構想：HI-AX[26]
- 脚本・演出：野口幸作[26]
- コブラ：真風涼帆／カナ：潤花／ROCKY：芹香斗亜／スモーキー：桜木みなと／日向紀久：瑠風輝／村山良樹：鷹翔千空[26]

併演ショーは『Capricciosa（カプリチョーザ）!!』。

## はいからさんが通る
原作は大和和紀の『はいからさんが通る』。
- 脚本・演出 : 小柳奈穂子。
- 花組が2017年10月7日～10月15日にシアター・ドラマシティで、同年10月24日～10月30日日本青年館で上演した。

伊集院忍：柚香光／花村紅緒：華優希／青江冬星：鳳月杏／鬼島森吾：水美舞斗／藤枝蘭丸：聖乃あすか／北小路環：城妃美伶
- 花組が2020年7月17日〜9月5日に宝塚大劇場、10月9日〜11月15日に東京宝塚劇場で再演。花組トップスター、柚香光の大劇場お披露目公演。

伊集院忍：柚香光／花村紅緒：華優希／青江冬星：瀬戸かずや／鬼島森吾：水美舞斗／高屋敷要：永久輝せあ／藤枝蘭丸：聖乃あすか／北小路環：音くり寿
※新型コロナウイルスの影響により8月2日～9月2日まで休演。

## ハウ・トゥー・サクシード
1961年初演のブロードウェイミュージカル『ハウ・トゥー・サクシード』を一部潤色しての上演。
- 潤色・演出：酒井澄夫。振付：ウェイン・シレント。舞台美術：朝倉摂。衣装：有村純
- 花組が1996年6月21日～8月5日に宝塚大劇場で、同年11月2日～28日に東京宝塚劇場で上演。トップ娘役、純名里沙のさよなら公演となった。

フィンチ：真矢みき／ローズマリー：純名里沙／バド：愛華みれ
- 雪組が2011年7月1日～7月17日に梅田芸術劇場で再演した。

フィンチ：音月桂／ローズマリー：舞羽美海／バド：早霧せいな

## PAGAD
原作はアレクサンドル・デュマ・ペールの小説『Joseph Balsamo』を基にした映画『BLACK MAGIC』。
宙組が2023年9月29〜11月15日に宝塚大劇場で、11月25日〜12月24日に東京宝塚劇場で上演。正式タイトルは『PAGAD（パガド）』〜世紀の奇術師カリオストロ〜。
- 脚本・演出：田渕大輔[28]
- ジョゼフ・バルサモ：芹香斗亜／ロレンツァ、マリー・アントワネット：春乃さくら／ジルベール・ドロセン：桜木みなと[27]

芹香斗亜・春乃さくらトップコンビ大劇場お披露目公演となる。併演ショーは『Sky Fantasy!』。
宙組生徒の急死により、10月1日以降の公演は全日程休止となる。

## 幕末太陽傳
原作は川島雄三監督の同名映画『幕末太陽傳』。
- 脚本・演出：小柳奈穂子。
- 雪組が2017年4月21日～5月29日に宝塚大劇場で、同年6月16日～7月23日に東京宝塚劇場で上演した。併演はShow Spirit『Dramatic"S"!』。

居残り佐平次：早霧せいな／女郎おそめ：咲妃みゆ／高杉晋作：望海風斗
- 雪組トップコンビ、早霧せいな・咲妃みゆのサヨナラ公演。
- 第103期生の初舞台公演。

## 花舞う長安 －玄宗と楊貴妃－
原作は井上靖の小説『楊貴妃伝』。
- 脚本・演出：酒井澄夫
- 星組が2004年10月1日～11月8日に宝塚大劇場で、同年11月26日～12月26日に東京宝塚劇場で上演した。併演はグランド・ショー『ロマンチカ宝塚'04 』。

玄宗：湖月わたる／楊貴妃：檀れい／安禄山：安蘭けい

## 花より男子
原作は神尾葉子の『花より男子』。
- 脚本・演出：野口幸作。
- 花組が2019年6月15日～7月2日にTBS赤坂ACTシアターで上演した。

道明寺司：柚香光／牧野つくし：城妃美伶／美作あきら：優波慧／花沢類：聖乃あすか／西門総二郎：希波らいと

## ハプスブルクの宝剣
原作は藤本ひとみの同名歴史小説『ハプスブルクの宝剣』。
- 脚本・演出：植田景子
- 星組が2010年1月1日～2月1日に宝塚大劇場で、同年2月12日～3月21日に東京宝塚劇場で上演した。併演はグラン・ファンタジー『BOLERO -ある愛-』。

エリヤーフー・ロートシルト（エドゥアルト・フォン・オーソヴィル）：柚希礼音／アーデルハイト、マリア・テレジア：夢咲ねね／フランツ・シュテファン：凰稀かなめ
- シルヴェスター・リーヴァイが主題歌『Candle in your mind ～魂に宿る光～』を提供したことで話題となった。

## バラの国の王子
原作はJ・L・ド・ボーモン夫人作の民話『美女と野獣』。
- 脚本・演出：木村信司。
- 月組が2011年3月11日～4月11日に宝塚大劇場で、同年4月29日～5月29日に東京宝塚劇場で上演。併演はグラン・ショー『ONE』。

野獣（王子）：霧矢大夢／ベル：蒼乃夕妃／王様：龍真咲／家臣（虎）：明日海りお

## 春の雪
原作は三島由紀夫の同名小説『春の雪』。
- 脚本・演出：生田大和。
- 月組が2012年10月11日～10月22日に宝塚バウホールで、同年10月31日～11月5日に日本青年館で上演。

松枝清顕：明日海りお／綾倉聡子：咲妃みゆ／本多繁邦：珠城りょう／飯沼茂之：宇月颯／洞院宮治典：鳳月杏

## パルムの僧院
原作はスタンダールの『パルムの僧院』。（以前にも『パルムの僧院』は『情熱のバルセロナ』として舞台化されている。）
- 脚本・演出：野口幸作
- 雪組が2014年10月24日〜11月3日に宝塚バウホールで上演。

ファブリス・デル・ドンゴ：彩風咲奈／サンセヴェリーナ公爵夫人：大湖せしる／クレリア・コンティ：星乃あんり

## 晴れた日に永遠が見える
原作は1965年にマイ・フェア・レディの作者アラン・ジェイ・ラーナーが手掛けたブロードウェイ・ミュージカル。
1970年に同名のミュージカル映画「晴れた日に永遠が見える」（On a Clear Day You Can See Forever）として公開されている。ヴィンセント・ミネリ監督作品、出演はバーブラ・ストライサンド、イヴ・モンタンなど。
- 潤色・演出・訳詞：村上信夫。
- 雪組が1996年11月2日～12日に宝塚バウホール、1997年5月31日～6月10日に日本青年館、同年6月13日～15日に愛知厚生年金会館で上演。

マーク・ブルックナー（精神科医）：高嶺ふぶき／デイジー・ギャンブル（タバコ中毒症の22歳の学生。18世紀の女性メリンダという別人格を持つ）：花總まり

## ピガール狂騒曲
ウィリアム・シェイクスピアの喜劇『十二夜』を時代を1900年代のパリに置き換えて設定した作品。
- 脚本・演出：原田諒。
- 月組が2020年9月25日～11月1日に宝塚大劇場で、同年11月20日～2021年1月3日に東京宝塚劇場で上演した。併演はJAPAN TRADITIONAL REVUE『WELCOME TO TAKARAZUKA-雪と月と花と-』。

ジャック、ヴィクトール（2役）：珠城りょう／ガブリエル：美園さくら／シャルル：月城かなと
- 第106期生の初舞台公演。

※当初は2020年4月24日～6月1日に宝塚大劇場で、同年6月19日～7月26日に東京宝塚劇場で上演予定だったが、新型コロナウイルスの影響により公演日程を変更して上演。

## BIG FISH
原作は2003年公開の映画『ビッグ・フィッシュ』。
星組が2024年5月30日～6月16日に東急シアターオーブで上演。
- 潤色・演出／稲葉太地[30]
- エドワード・ブルーム：礼真琴[30]

## 二人の貴公子
原作はウィリアム・シェイクスピア、ジョン・フレッチャー共著の同名戯曲『二人の貴公子』。
- 脚本・演出：小柳奈穂子。
- 月組が2009年3月12日～3月29日に宝塚バウホールで上演した。

パラモン：龍真咲／アーサイト：明日海りお／エミーリア：羽桜しずく

## 復活
原作はレフ・トルストイの同名小説『復活』。
- 脚本・演出：菊田一夫　ミュージカルロマンス『カチューシャ物語』
- 星組が1962年9月4日～30日に宝塚大劇場で、1963年6月2日～26日に東京宝塚劇場で上演した。併演は宝塚公演は『嫁とり長者』、東京公演はミュージカルショウ『ナンバーをどうぞ』。

ネフリュードフ公爵、カルチンキン（２役）：春日野八千代／カチューシャ：那智わたる／ビョードル：麻鳥千穂／スメルニコフ：天城月江
- 脚本・演出：石田昌也　ミュージカル・プレイ『復活 -恋が終わり、愛が残った-』
- 花組が2012年1月1日～30日に宝塚大劇場で、同年2月10日～3月18日に東京宝塚劇場で上演した。併演はレビュー・ファンタシーク『カノン -Our Melody-』。

ネフリュードフ公爵：蘭寿とむ／カチューシャ：蘭乃はな／シェンボック：壮一帆

## フットルース
1984年の公開映画『フットルース』
- 脚本・演出：小柳奈穂子
- 雪組が2012年7月7日～7月23日に梅田芸術劇場で、同年8月1日～8月25日に博多座で上演した。

レン・マコーマック：音月桂／アリエル・ムーア：舞羽美海／ベティ・ブラスト：梨花ますみ／ショウ・ムーア牧師：未涼亜希／ラスティ：愛加あゆ／ウィラード・ヒューイット：沙央くらま／チャック・クランストン：蓮城まこと

## プロヴァンスの碧い空
原作はアンリ・ド・レニエの小説『燃え上がる青春』とヘルマン・ズーダーマンの小説『消えぬ過去』。
- 作・演出：太田哲則。
- 月組が1999年12月18日～12月28日にシアター・ドラマシティで上演した。

アンドレ：紫吹淳／ジェルメーヌ：美原志帆／フィリップ：初風緑

## プロミセス、プロミセス
原作は映画『アパートの鍵貸します』をベースにミュージカル化された『プロミセス・プロミセス』。
宙組が2021年11月13〜18日にシアター・ドラマシティで、11月30日〜12月7日に東京建物 Brillia HALLで上演。
- 翻訳・演出：原田諒[31]
- チャック・バクスター：芹香斗亜／フラン・クーベリック：天彩峰里[31]

## ポーの一族
原作は萩尾望都の漫画『ポーの一族』。
- 脚本・演出 : 小池修一郎。
- 花組が2018年1月1日～2月5日に宝塚大劇場で、同年2月16日～3月25日に東京宝塚劇場で上演。

エドガー・ポーツネル：明日海りお／シーラ・ポーツネル男爵夫人：仙名彩世／アラン・トワイライト：柚香光

## BONNIE & CLYDE
原作は2011年にブロードウェイで上演された『BONNIE & CLYDE』。
雪組が2023年2月6日〜3月1日に御園座で上演。
- 潤色・演出：大野拓史[32]
- クライド・バロウ：彩風咲奈／ボニー・パーカー：夢白あや[32]

彩風咲奈・夢白あやのトップコンビお披露目公演となる。

## 炎にくちづけを
原作はジュゼッペ・ヴェルディ作曲のオペラ『イル・トロヴァトーレ』。
- 脚本・演出：木村信司。
- 宙組が2005年8月5日～9月19日に宝塚大劇場で、同年10月7日～11月13日に東京宝塚劇場で上演した。併演はショー『ネオ・ヴォヤージュ』。

マンリーコ：和央ようか／レオノーラ：花總まり／ルーナ伯爵：初風緑／アズチェーナ：一樹千尋

## ホフマン物語
原作はフランスの作曲家ジャック・オッフェンバックのオペラ『ホフマン物語』。
- 宝塚バウホール開場の記念すべき1作目。脚本・演出：菅沼潤、編曲：吉崎憲治。
- 花組が1978年4月1日～23日に上演した。主役ホフマンは安奈淳。
- バウホールの開場理念『若手スターの研鑽の場』に従い、公演途中で配役を一新。4月18日～23日は寿ひずるがホフマンを演じた。

安奈淳はこの時すでに退団を発表しており、男役としての最後の芝居を観ようとファンが殺到した。（サヨナラ公演は『風と共に去りぬ』のスカーレット役）
- 主な配役

4月1日～17日
ホフマン：安奈淳／ニクラウス：松あきら／悪魔、他4役：みさとけい／アントニア：上原まり／オランピア：邦月美岐／ジュリエッタ：北原千琴
4月18日～23日
ホフマン：寿ひずる／ニクラウス：真汐ちなみ／悪魔、他4役：宝純子／アントニア：北小路みほ／オランピア：如月巳麗／ジュリエッタ：麻里光
- 2008年1月2日～13日、同19日～29日に月組がバウホール開場30年記念公演として再演。菅沼の脚本を元に谷正純が加筆・演出を担当。
- 公演前半と後半で配役を変更。また前後半の中でも日によって配役を変え、若手スター、特に娘役に活躍の場を与えた。
- この作品を最後に夢咲は星組へ異動。また、夢咲の同期の白華れみも花組へ異動し、代わりに星組から羽桜しずくが月組に異動した。
- 主な配役

1月2日～7日
ホフマン：明日海りお／アントニア：羽咲まな／オランピア：夢咲ねね／ジュリエッタ：青葉みちる／悪魔、他4役：青樹泉
1月8日～13日
ホフマン：明日海りお／アントニア：青葉みちる／オランピア：美鳳あや／ジュリエッタ：夢咲ねね／悪魔、他4役：青樹泉
1月19日～25日
ホフマン：青樹泉／アントニア：夢咲ねね／オランピア：花陽みら／ジュリエッタ：美鳳あや／ミューズ・ニクラウス（2役）：明日海りお／悪魔、他4役：星条海斗
1月26日～29日
ホフマン：青樹泉／アントニア・オランピア・ジュリエッタ（3役）：夢咲ねね／ミューズ・ニクラウス（2役）：明日海りお／悪魔、他4役：星条海斗
- 1950年に雪組が同名のものを宝塚大劇場で上演している。

脚本・演出：執行正俊、音楽：酒井協、山根久雄。
出演：春日野八千代／乙羽信子／東郷晴子（役名は不明）

## ほんものの魔法使
原作はポール・ギャリコの同名小説。
雪組が2021年5月21日〜6月1日に宝塚バウホールで、6月8日〜16日にKAAT神奈川芸術劇場で上演。
- 脚本・演出：木村信司[33]
- アダム：朝美絢／ジェイン：野々花ひまり[33]

朝美絢の東上公演初主演作となる。

## 舞姫
原作は森鷗外の同名小説『舞姫』。
- 花組が2007年6月16日〜25日に宝塚バウホールで、2008年3月14日〜20日に日本青年館で上演[19]。正式タイトルは『舞姫-MAIHIME-』〜森鷗外原作「舞姫」より〜[19]。
- 花組が2023年5月3日〜14日に宝塚バウホールで再演[34]。
- 脚本・演出：植田景子[19][34]

|                    | 2007年花組 | 2008年花組 | 2023年花組 |
| ------------------ | ---------- | ---------- | ---------- |
| 太田豊太郎         | 愛音羽麗   | 愛音羽麗   | 聖乃あすか |
| エリス・ワイゲルト | 野々すみ花 | 野々すみ花 | 美羽愛     |
| 相沢謙吉           | 未涼亜希   | 未涼亜希   | 帆純まひろ |

## マスカレード・ホテル
原作は東野圭吾の小説『マスカレード・ホテル』。
- 脚本・演出：谷正純。
- 花組が2020年1月5日～1月13日にシアター・ドラマシティで、同年1月20日～1月27日に日本青年館で上演した。

新田浩介：瀬戸かずや／山岸尚美：朝月希和／能勢：飛龍つかさ／長倉麻貴：音くり寿

## マノン
原作はアベ・プレヴォーの『マノン・レスコー』。
花組が2001年4月28日〜5月7日に宝塚バウホールで、5月12日〜18日に日本青年館で上演。
- 監修：柴田侑宏[36]
- 脚本・演出：中村暁[36]
- ロドリゴ：瀬奈じゅん／マノン：彩乃かなみ[36]

星組が2021年7月1日〜12日に宝塚バウホールで、7月22日〜28日にKAAT神奈川芸術劇場で上演。
- 脚本・演出：中村暁[35]
- ロドリゴ：愛月ひかる／マノン：有沙瞳[35]

## 壬生義士伝
原作は浅田次郎の小説『壬生義士伝』。
- 脚本・演出：石田昌也
- 雪組が2019年5月31日～7月8日に宝塚大劇場で、同年7月26日～9月1日に東京宝塚劇場で上演した。併演はダイナミック・ショー『Music Revolution!』。

吉村貫一郎：望海風斗／しづ・みよ（2役）：真彩希帆／大野次郎右衛門：彩風咲奈

## 夢現無双
原作は吉川英治の小説『宮本武蔵』。
- 脚本・演出：齋藤吉正
- 月組が2019年3月15日〜4月15日に宝塚大劇場で、同年5月3日〜6月9日に東京宝塚劇場で上演した。併演はレビュー・エキゾチカ『クルンテープ 天使の都』。

宮本武蔵：珠城りょう／お通：美園さくら／佐々木小次郎：美弥るりか
- 珠城りょう・美園さくらのトップコンビ大劇場お披露目公演であり、2番手男役・美弥るりかの退団公演ともなった。

## メイちゃんの執事
原作は宮城理子の同名漫画『メイちゃんの執事』。
- 脚本・演出：児玉明子。
- 星組が2011年1月29日～2月8日に宝塚バウホールで、同年2月15～21日に日本青年館で上演した。

柴田理人：紅ゆずる／東雲メイ：音波みのり／本郷詩織（ルチア）：白華れみ／柴田剣人：美弥るりか／忍：真風涼帆

## めぐり会いは再び
原作はマリヴォーによる喜劇『愛と偶然との戯れ』。
星組が2011年4月15日〜5月16日に宝塚大劇場で、6月3日〜7月3日に東京宝塚劇場で上演。正式タイトルは『めぐり会いは再び』-My only shinin’ star-〜マリヴォー作「愛と偶然との戯れ」より〜。
- 脚本・演出：小柳奈穂子[38]
- ドラント・ヴェスペール：柚希礼音／シルヴィア・ド・オルゴン：夢咲ねね[37]

小柳奈穂子の宝塚大劇場デビュー作であり、97期生初舞台お披露目公演ともなる。併演ショーは『ノバ・ボサ・ノバ』。
星組が2011年8月1日〜23日に博多座で、9月17日〜25日に中日劇場で続演。併演ショーは『ノバ・ボサ・ノバ』。
星組が2012年11月16日〜12月15日に宝塚大劇場で、2013年1月2日〜2月10日に東京宝塚劇場で上演。正式タイトルは『めぐり会いは再び 2nd〜Star Bride〜』。
- 作・演出：小柳奈穂子
- ドラント・ヴェスペール：柚希礼音／シルヴィア・ド・オルゴン：夢咲ねね[40]

併演ショーは『宝塚ジャポニズム〜序破急〜』と『Étoile de TAKARAZUKA（エトワール ド タカラヅカ）』。
星組が2022年4月23日〜5月30日に宝塚大劇場で、6月18日〜7月24日に東京宝塚劇場で上演。正式タイトルは『めぐり会いは再び next generation-真夜中の依頼人（ミッドナイト・ガールフレンド）-』。
- 作・演出：小柳奈穂子[41]
- ルーチェ・ド・オルゴン：礼真琴／アンジェリーク：舞空瞳[41]

108期生初舞台生お披露目公演となる。併演ショーは『Gran Cantante（グラン カンタンテ）!!』。

## モンテ・クリスト伯
原作はアレクサンドル＝デュマ・ペールによる小説『モンテ・クリスト伯』。
- 宙組が2013年3月15日〜4月15日に宝塚大劇場で、5月10日〜6月9日に東京宝塚劇場で上演[40]。併演ショーは『Amour de 99!!-99年の愛-』[40]。
- 星組が2022年9月1日〜9月21日に全国ツアーとして上演[注釈 3][42]。併演ショーは『Gran Cantante（グラン カンタンテ）!!』[42]。
- 脚本・演出：石田昌也[40][42]

|                    | 2013年宙組 | 2022年星組          |
| ------------------ | ---------- | ------------------- |
| エドモン・ダンテス | 凰稀かなめ | 礼真琴              |
| メルセデス         | 実咲凜音   | 舞空瞳              |
| ダングラール       | 悠未ひろ   | 輝咲玲央            |
| フェルナン         | 朝夏まなと | 瀬央ゆりあ          |
| ヴィルフォール     | 蓮水ゆうや | 綺城ひか理 夕陽真輝 |
| ベルツッチオ       | 緒月遠麻   | 暁千星              |

## 柳生忍法帖
原作は山田風太郎による小説『柳生忍法帖』。
星組が2021年9月18日〜11月1日に宝塚大劇場で、11月20日〜12月26日に東京宝塚劇場で上演。
- 脚本・演出：大野拓史[43]
- 柳生十兵衛：礼真琴／ゆら：舞空瞳／芦名銅伯：愛月ひかる[43]

併演ショーは『モアー・ダンディズム!』。2番手スター・愛月ひかるのサヨナラ公演となる。

## 幽霊刑事（デカ）〜サヨナラする、その前に〜
原作は有栖川有栖による小説『幽霊刑事』。
月組が2021年3月7〜23日に宝塚バウホールで上演。
- 脚本・演出：石田昌也[44]
- 神崎達也：珠城りょう／早川篤：鳳月杏／森須磨子：天紫珠李[44]

当初は2020年9月8〜22日に上演予定だったが、新型コロナウイルスの影響により、公演を延期して上演。珠城りょうのプレサヨナラ公演となった。

## 夢介千両みやげ
原作は山手樹一郎による小説『夢介千両みやげ』。
雪組が2022年3月19日〜4月18日に宝塚大劇場で、5月7日〜6月12日に東京宝塚劇場で上演。
- 脚本・演出：石田昌也[45]
- 夢介：彩風咲奈／お銀：朝月希和／伊勢屋総太郎：朝美絢[45]

併演ショーは『Sensational!』。

## リッツ・ホテルくらいに大きなダイヤモンド
原作はF・スコット・フィッツジェラルドの小説『リッツ・ホテルくらいに大きなダイヤモンド』。
- 脚本・演出：木村信司。
- 宙組が2019年9月5日～9月16日に宝塚バウホールで上演した。

ジョン・T・アンガー：瑠風輝／キスミン：夢白あや／パーシー・グレイブス：鷹翔千空

## ルパン－ARSÈNE LUPIN－
原作はモーリス・ルブランの小説『ルパン、最後の恋』。
- 脚本・演出：正塚晴彦。
- 月組が2013年7月12日～8月12日に宝塚大劇場で、同年8月30日～10月6日に東京宝塚劇場で上演した。併演はグランド・レビュー『Fantastic Energy!』。

アルセーヌ・ルパン：龍真咲／カーラ・ド・レルヌ：愛希れいか／モーリス・ルブラン：北翔海莉／トニー・カーベット：沙央くらま／ドナルド・ドースン：凪七瑠海／ヘアフォール伯爵：美弥るりか

## Le Rouge et le Noir〜赤と黒〜
原作はスタンダールによる小説『赤と黒』であり、2016年にパリで初演された『ロックオペラ 赤と黒-Le Rouge et le Noir, l'Opéra Rock-』。
星組が2023年3月21日〜29日にシアター・ドラマシティで、4月4日〜10日に日本青年館で上演。
- 潤色・演出：谷貴矢[46]
- ジュリアン・ソレル：礼真琴／ジェロニモ：暁千星／ルイーズ・ド・レナール：有沙瞳／マチルド・ド・ラ・モール：詩ちづる[46]

## ロックオペラ モーツァルト
原作はドーヴ・アチア (英語版) 脚本・作詞・作曲のフレンチ・ミュージカル『ロックオペラ モーツァルト』。
- 潤色・演出：石田昌也。
- 星組が2019年11月20日～11月27日に梅田芸術劇場で、同年12月3日～12月15日に東京建物Brillia HALLで上演した。

ヴォルフガング・アマデウス・モーツァルト：礼真琴／コンスタンツェ：舞空瞳／アントニオ・サリエリ：凪七瑠海／ジュースマイヤ：極美慎
- 星組トップコンビ、礼真琴・舞空瞳の就任披露公演。

## ローマの休日
原作はウィリアム・ワイラー監督の同名映画『ローマの休日』。
- 脚本・演出 : 田渕大輔。
- 雪組が2016年6月14日～6月19日に中日劇場で、同年6月25日～7月10日に赤坂ACTシアターで、同年7月30日～8月15日に梅田芸術劇場で上演。

ジョー・ブラッドレー：早霧せいな／アン王女：咲妃みゆ／アービング・ラドビッチ：彩凪翔、月城かなと (梅田芸術劇場のみ)／マリオ・デ・ラーニ：月城かなと、彩凪翔 (梅田芸術劇場のみ)

## ONCE UPON A TIME IN AMERICA
原作は1984年に公開された、セルジオ・レオーネ監督による同名映画『ONCE UPON A TIME IN AMERICA』。
- 脚本・演出：小池修一郎。
- 雪組が2020年1月1日～2月3日に宝塚大劇場で、同年2月21日～3月22日に東京宝塚劇場で上演した。

ヌードルス：望海風斗／デボラ：真彩希帆／マックス：彩風咲奈／ジミー：彩凪翔／キャロル：朝美絢
※新型コロナウイルスの影響により、2月29日～3月8日、3月12日～3月21日の公演は中止となった。